# Jaume Cladera Cladera
Jaume Cladera Cladera (Sa Pobla, 12 de novembre de 1941) és un empresari, exconseller del Govern Balear, i expresident del RCD Mallorca.
Es llicencià en ciències físiques el 1965 per la Universitat Complutense de Madrid. El 1967 fundà el Centre d'Estudis Donoso Cortés en Madrid i publicà l'obra "Álgebra lineal". En la dècada dels 70 entrà dins el món de la política. Entre 1979 i 1983 fou nomenat vicepresident del Foment de Turisme de Mallorca i entre 1982 i 1983 president de Zones Turístiques d'Espanya. El 1983 fou nomenat conseller de turisme del Govern Balear, càrrec que ocupà fins a 1993. En 1993 fou nomenat conseller delegat de Playmar i Turisme, S.A., i de Mallorcotel S.A. El 1994 feu de professor associat del departament de matemàtiques de la Universitat de les Illes Balears (UIB) i és membre del Consell Social de la mateixa universitat. El 1997 va estar involucrat en el Cas Galatzó, del qual, la justícia el va absoldre. El 2002 fou nomenat vocal del Consell Científic Enturib. El 2004 fou homenatjat pel Consorci de l'Escola d'Hostaleria de la UIB posant el seu nom al nou auditòrium del centre.
En juliol de 2010, quan el RCD Mallorca va estar sota el control accionarial de Llorenç Serra Ferrer va ser nomenat vicepresident de l'entitat. El 27 de setembre del mateix any va ser nomenat president un cop va ser destituït Josep Pons presumptament per "pèrdua de confiança en la seva persona". Dimití d'aquest càrrec el desembre de 2012.